# Joan Maria Bofill i Roig
Joan Maria Bofill i Roig (Figueres, 1845 - 1914) fou un empresari, físic i polític català, diputat a les Corts Espanyoles durant la restauració borbònica.
El seu pare tenia una fàbrica de pells. Llicenciat en ciències físiques, treballà com a catedràtic d'història natural i higiene a l'Institut Ramon Muntaner de Figueres. El 1868 va fundar el primer Club Republicà i participà en l'Aixecament federalista de 1869. Durant la Primera República Espanyola (1873) fou secretari del ministre d'Hisenda. Poc després va dirigir el diari El Ampurdanés. Fou alcalde de Figueres de l'1 de juliol del 1899 al 31 de desembre del 1901, i diputat pel districte electoral de Figueres a les eleccions generals espanyoles de 1903 pel Partit Republicà Democràtic Federal. Va publicar el llibre Opus (1911), de tendència lliurepensadora.